# Redneck
Redneck (englisch für „Rotnacken“ bzw. „Rothals“) ist eine meist abfällige Bezeichnung für arme weiße Landarbeiter, insbesondere solche, die aus den US-amerikanischen Südstaaten stammen. Manche Südstaatler bezeichnen sich jedoch bewusst und stolz so, um ihre Herkunft und ihre Ansichten zu unterstreichen.
Vorrangig bezeichnet er Weiße der Arbeiterschicht und der ländlichen Bevölkerung, die über wenig Bildung verfügen und progressive Ansichten ablehnen. Etwa seit der Wende ins 21. Jahrhundert wird der Begriff manchmal auch verwendet, um Personen ganz allgemein als konservative Reaktionäre zu bezeichnen, die der Moderne ablehnend gegenüberstehen.

## Bezeichnung

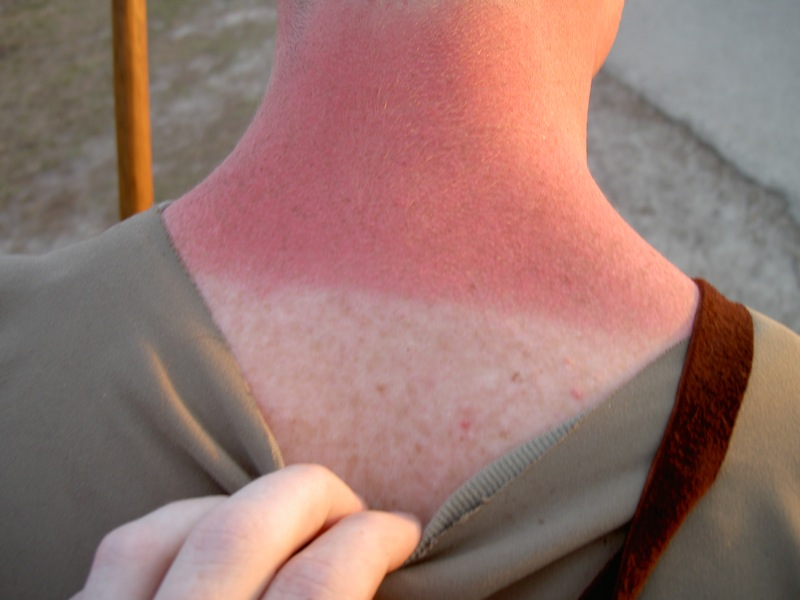
Ein sonnenverbrannter Nacken; daher stammt der Begriff Redneck vermutlich.

Der Begriff Redneck könnte von der durch Sonneneinstrahlung geröteten Hautfarbe des Nackens beim Arbeiten in freier Natur, beispielsweise auf dem Feld, herrühren. Daraus entwickelte sich im angelsächsischen Sprachraum eine allgemeine umgangssprachliche abfällige Bezeichnung für ein wenig gebildetes Mitglied der ländlich-konservativen, weißen Unterschicht, vergleichbar etwa mit der deutschen Bezeichnung Hinterwäldler. Die deutschen Begriffe Pöbel oder auch Prolet („Proll“) entsprechen nicht dem Begriff Redneck, sondern eher dem Begriff White Trash: Rednecks gehören nach ihrer Selbsteinschätzung der Mittelklasse an und sind typischerweise ausgeprägt wertkonservativ.
Eine andere Erklärung des Begriffs (anders als das kognate deutsche Wort „Nacken“ bezeichnet das englische Wort „neck“ allgemein das „Äußere“ des Halses, vorne wie hinten, als Gegenbegriff zu „throat“ für das „Innere“ bzw. den Rachen) wird auf die blutigen Auseinandersetzungen zwischen Bergwerksbesitzern und Minenarbeitern in den coal wars zurückgeführt. Dabei ging es darum, dass Minenarbeiter in den Appalachen gegen unhaltbare Arbeitsbedingungen kämpften und dafür mittels Streiks und  direkter Aktion für eine – ihnen von den Minenbesitzern untersagte – gewerkschaftliche Organisation, bessere Löhne und bessere Arbeitsbedingungen kämpften. Im Verlauf dessen setzten die Minenbesitzer Agenten der Firma Pinkerton und anderer ein, um die Organisation der Arbeiter gewaltsam zu unterbinden. 
Zum Beispiel 1921 bei der Schlacht am Blair Mountain kam es dabei zu offener Gewalt von Agenten der Minenbesitzer gegen streikende Arbeiter. Die Arbeiter beschlossen, als Erkennungsmerkmal rote Halstücher zu tragen. Da sie dadurch einen „roten Hals“ hatten, wurden sie als „Rednecks“ bezeichnet. Gruppen wie Redneck Revolt, eine in Kansas gegründete Gruppe von linksstehenden Weißen, die sich selbst als „Rednecks“ sieht, bezieht sich in ihrem Selbstverständnis explizit auf diese Verwendung des Begriffs.
Da der Begriff „Redneck“ bereits in den 1890er Jahren in seiner heutigen Verwendung nachweisbar ist, halten einige Autoren die Verwendung des Begriffs im Zusammenhang mit den „coal wars“ für eine bewusste Umdeutung bzw. für ein Geusenwort.

## Weltanschauung und Lebensweise
Nach stereotyper Vorstellung charakterisiert zu Beginn des 21. Jahrhunderts den typischen Redneck eine Reihe spezifischer Weltanschauungen und Lebensweisen. Dazu zählen unter anderem die Unterstützung der Republikanischen Partei in den USA und der Konservativen Partei Kanadas, eine Ablehnung von Gewerkschaften und Sozialhilfezahlungen, eine Geringschätzung des Regierungsapparates, Skepsis gegenüber Personen mit akademischen Hintergrund, die Zugehörigkeit zu einer christlich-fundamentalistischen Glaubensrichtung und ein ausgeprägter Patriotismus.
Des Weiteren die Nutzung des konservativen TV-Senders Fox News Channel als primäre Informationsquelle, die Ablehnung der gleichgeschlechtlichen Ehe und des Rechts auf Abtreibung, die Begeisterung für Jagd, American Football und NASCAR-Rennen, eine Vorliebe für Fast Food, Bier und Whiskey, eine im Vergleich zu anderen Bevölkerungsgruppen stärkere und länger anhaltende Unterstützung des Irakkrieges und der nordamerikanischen Truppenpräsenz im Irak und in Afghanistan und der Widerstand gegen Einschränkungen des Rechts auf Waffenbesitz.
Rednecks verfügen nach dem Stereotyp bestenfalls über einen Highschool-Abschluss. Sie verdienen heute ihren Lebensunterhalt nicht mehr als Landarbeiter oder -pächter, sondern überwiegend als Arbeiter in Fabriken oder einfachen und damit schlecht bezahlten Dienstleistungsberufen. Viele von ihnen sind scheinselbständig. Sie verfügen typischerweise über ein Haushaltseinkommen, das im unteren Drittel der Einkommensverteilung liegt (ca. 30.000 bis 35.000 US-Dollar pro Jahr auf Basis der Daten von 2004/2005), und haben nur eine geringe Arbeitsplatzsicherheit. Ihre Einkommenssituation beschränkt sie häufig auf ein Leben in Trailer Parks und Mobilheimsiedlungen.

## Geschichte
Bereits im frühen 20. Jahrhundert wurden arme Bewohner der Appalachenregion und der Ozarks als Hillbilly bezeichnet. Das Redneckklischee bezog zusätzlich arme (weiße) Südstaatler und allgemein Landarbeiter mit ein. Die Musterung von Wehrfähigen in den Vereinigten Staaten für den Ersten Weltkrieg ließ erste konkrete Vergleiche zwischen der Appalachenregion, den Südstaaten und dem Rest des Landes zu. Weiße Südstaatler und Appalachians hatten weniger Einkommen, eine niedrigere Bildung und waren medizinisch schlechter versorgt als der Durchschnitt der weißen Amerikaner. Lediglich Afroamerikaner in den Südstaaten waren noch schlechter gestellt.
In den 1920ern und 1930ern erlitt die Landwirtschaft in den Dust-Bowl-Gebieten durch Dürren schwere Verluste, was ebenso wie die Wirtschafts-Depression die Lage insgesamt weiter verschlechterte. Bundesprogramme der Tennessee Valley Authority in der Zeit des New Deal und später der Appalachian Regional Commission förderten die Entwicklung und schufen neue Arbeitsplätze für die unterprivilegierten Landbewohner der Südstaaten und der Appalachenregion. Der Zweite Weltkrieg führte schließlich zu einem ökonomischen Aufschwung dieser Gebiete. 
Inner- und außerhalb der Streitkräfte erhielten nun Weiße, aber auch Afroamerikaner aus diesen Regionen eine Ausbildung für Tätigkeiten in Produktion und Verwaltung, was zuvor kaum denkbar gewesen wäre. Viele Militärstützpunkte entstanden, vor allem in Georgia und Texas, und in ehemals landwirtschaftlich geprägten Regionen wurden Fabriken gegründet. Zahlreiche Familien zogen in Ballungsgebiete wie Atlanta und viele Arbeiter wechselten in Bürojobs. Dieser Fortschritt erreichte auch Bürger schwarzer Hautfarbe, wenn auch letztlich nicht alle Bewohner des ländlichen Raumes davon profitieren konnten.
Die florierende Wirtschaft änderte auch den sozialen Status der Rednecks. Bis dahin versuchten Rednecks ihren Dialekt abzulegen und sich als normale Durchschnittsbürger zu präsentieren; lediglich Trainer populärer Sportarten und Politiker behielten stets ein gewisses Lokalkolorit, um ihre Volksverbundenheit zu zeigen. Der neue Wohlstand erlaubte den Rednecks, an ihren Eigenheiten festzuhalten und sich dem Eingliederungsdruck der Moderne zu entziehen. Professor James C. Cobb von der University of Georgia sagte über das heutige Selbstverständnis der Rednecks: „Heute, in gesicherten Verhältnissen und näher am Mainstream, rebellieren sie dagegen, respektabel aufzutreten, und umarmen den Helden der Gegenkultur: Den Redneck, der ist, was er ist und der sich nicht darum schert, was jemand anderer darüber denkt.“

## Rednecks in der Literatur
Der im US-Bundesstaat Georgia geborene Autor Erskine Caldwell gilt als der Schriftsteller, der die Erfahrungen armer weißer Landarbeiter und -pächter der Südstaaten in besonderer Weise in den Mittelpunkt seiner Handlungen stellte. Seine zwei bekanntesten Werke sind Tobacco Road (1932, deutscher Titel: Die Tabakstraße) und God’s Little Acre (1933, deutscher Titel: Gottes kleiner Acker). Zu den bekanntesten Dokumentationen des Lebens verarmter weißer Südstaatler während der 1930er Jahre zählt Let Us Now Praise Famous Men des Fotografen Walker Evans und des Schriftstellers James Agee.

## Rednecks im Film
Zu den bekanntesten Darstellungen von Rednecks im Film zählt der US-amerikanische Abenteuerfilm Beim Sterben ist jeder der Erste aus dem Jahr 1972 von John Boorman mit Burt Reynolds, Ronny Cox, Jon Voight und Ned Beatty in den Hauptrollen. Der Film dreht sich um die vier aus Atlanta stammenden Großstädter Lewis, Ed, Bobby und Drew. Eine Begegnung zwischen den Touristen und Rednecks führt zu Gewalttätigkeiten und letztlich zum Tod mehrerer der Männer.
Für eine Darstellung dieser Bevölkerungsschicht im 21. Jahrhundert sorgt die komödiantische Netflix-Serie The Ranch. Der Hauptdarsteller Ashton Kutcher spielt darin einen American-Football-Spieler, der dabei hilft, die seit Generationen bestehende Familienranch über Wasser zu halten.